# VTJ Žižka Malacky
VTJ Žižka Malacky (celým názvem: Vojenská telovýchovná jednota Žižka Malacky) byl slovenský vojenský fotbalový klub, který sídlil v okresním městě Malacky v Bratislavském kraji.
Do sezóny 1976/77 byl znám pod názvem TJ ČH Malacky. V roce 1988 byl vojenský celek převelen do Senice. Z ní byl v roce 1992 převelen do nedalekého Borského Mikuláše. Zpátky do Malacek byl převelen na začátku devadesátých let. Zanikl v roce 2002 po zrušení vojenského fotbalu v Malackách, který souvisel s profesionalizací slovenské armády. Všechna zbývající mužstva pak byla sloučena s ŠK Ružinov (bývalé Kablo).
Své domácí zápasy odehrával na stadionu v Zámockom parku s kapacitou 1 800 diváků.

## Historické názvy
Zdroj: 
- TJ ČH Malacky (Telovýchovná jednota Červená hviezda Malacky)
- 1977 – VTJ Žižka Malacky (Vojenská telovýchovná jednota Žižka Malacky)
- 1988 – VTJ Senica (Vojenská telovýchovná jednota Senica)
- 1992 – VTJ Borský Mikuláš (Vojenská telovýchovná jednota Borský Mikuláš)
- 199? – VTJ Žižka Malacky (Vojenská telovýchovná jednota Žižka Malacky)
- 2002 – fúze s ŠK Ružinov ⇒ zánik

## Umístění v jednotlivých sezonách
Stručný přehled
Zdroj: 
- 1967–1968: I. B trieda ZsFZ – sk. Západ
- 1970–1979: Krajský přebor – sk. Bratislava
- 1985–1987: Divize – sk. Západ (Bratislava "B")
- 1987–1988: Divize – sk. Západ
- 1988–1993: I. A trieda ZsFZ – sk. Jihovýchod
- 1996–1997: 4. liga BFZ – sk. B
- 1997–2002: 3. liga – sk. Bratislava

Jednotlivé ročníky
Zdroj: 
Legenda: Z - zápasy, V - výhry, R - remízy, P - porážky, VG - vstřelené góly, OG - obdržené góly, +/- - rozdíl skóre, B - body, červené podbarvení - sestup, zelené podbarvení - postup, fialové podbarvení - reorganizace, změna skupiny či soutěže
| Československo (1967 – 1993) |                                     |        |     |     |     |     |     |     |     |     |        |
| Sezóny                       | Liga                                | Úroveň | Z   | V   | R   | P   | VG  | OG  | +/- | B   | Pozice |
| 1967/68                      | I. B trieda ZsFZ – sk. Západ        | 6      | 28  | 11  | 4   | 11  | 47  | 39  | +8  | 26  | 5.     |
| ...                          |                                     |        |     |     |     |     |     |     |     |     |        |
| 1970/71                      | Krajský přebor – sk. Bratislava     | 5      | 25  | 5   | 8   | 12  | 25  | 44  | -19 | 18  | 12.    |
| 1971/72                      | Krajský přebor – sk. Bratislava     | 5      | 24  | 6   | 11  | 7   | 33  | 30  | +3  | 23  | 8.     |
| 1972/73                      | Krajský přebor – sk. Bratislava     | 5      | 21  | 10  | 5   | 6   | 30  | 23  | +7  | 25  | 2.     |
| 1973/74                      | Krajský přebor – sk. Bratislava     | 5      | 23  | 7   | 8   | 8   | 27  | 32  | -5  | 22  | 8.     |
| 1974/75                      | Krajský přebor – sk. Bratislava     | 5      | 25  | 11  | 5   | 9   | 39  | 27  | +12 | 27  | 5.     |
| 1975/76                      | Krajský přebor – sk. Bratislava     | 5      | 26  | 9   | 7   | 10  | 42  | 40  | +2  | 25  | 8.     |
| 1976/77                      | Krajský přebor – sk. Bratislava     | 5      | 24  | 9   | 3   | 11  | 38  | 45  | -7  | 22  | 10.    |
| 1977/78                      | Krajský přebor – sk. Bratislava     | 4      | 26  | 10  | 7   | 9   | 38  | 39  | -1  | 27  | 5.     |
| 1978/79                      | Krajský přebor – sk. Bratislava     | 4      | 26  | 2   | 6   | 18  | 20  | 79  | -59 | 30  | 14.    |
| ...                          |                                     |        |     |     |     |     |     |     |     |     |        |
| 1985/86                      | Divize – sk. Západ (Bratislava "B") | 4      | 26  | 8   | 6   | 12  | 44  | 60  | -16 | 22  | 9.     |
| 1986/87                      | Divize – sk. Západ (Bratislava "B") | 4      | 26  | 14  | 7   | 5   | 55  | 25  | +30 | 35  | 3.     |
| 1987/88                      | Divize – sk. Západ                  | 4      | 30  | 6   | 2   | 22  | 30  | 72  | -42 | 14  | 15.    |
| 1988/89                      | I. A trieda ZsFZ – sk. Jihovýchod   | 5      | 30  | 14  | 4   | 12  | 52  | 39  | +13 | 32  | 5.     |
| 1989/90                      | I. A trieda ZsFZ – sk. Jihovýchod   | 5      | 30  | 13  | 7   | 10  | 37  | 48  | -11 | 33  | 6.     |
| 1990/91                      | I. A trieda ZsFZ – sk. Jihovýchod   | 5      | 30  | 12  | 10  | 8   | 44  | 35  | +9  | 34  | 3.     |
| 1991/92                      | I. A trieda ZsFZ – sk. Jihovýchod   | 5      | 30  | 13  | 9   | 8   | 57  | 55  | +2  | 35  | 7.     |
| 1992/93                      | I. A trieda ZsFZ – sk. Jihovýchod   | 5      | 30  | 11  | 3   | 16  | 44  | 57  | -13 | 25  | 13.    |
| Slovensko (1993 – 2002)      |                                     |        |     |     |     |     |     |     |     |     |        |
| Sezóny                       | Liga                                | Úroveň | Z   | V   | R   | P   | VG  | OG  | +/- | B   | Pozice |
| ...                          |                                     |        |     |     |     |     |     |     |     |     |        |
| 1996/97                      | 4. liga BFZ – sk. B                 | 4      | ... | ... | ... | ... | ... | ... | ... | ... | 1.     |
| 1997/98                      | 3. liga – sk. Bratislava            | 3      | 34  | 16  | 7   | 11  | 63  | 35  | +28 | 55  | 4.     |
| 1998/99                      | 3. liga – sk. Bratislava            | 3      | ... | ... | ... | ... | ... | ... | ... | ... |        |
| 1999/00                      | 3. liga – sk. Bratislava            | 3      | 28  | 12  | 9   | 7   | 38  | 32  | +6  | 45  | 5.     |
| 2000/01                      | 3. liga – sk. Bratislava            | 3      | 30  | 14  | 8   | 8   | 53  | 34  | +19 | 50  | 4.     |
| 2001/02                      | 3. liga – sk. Bratislava            | 3      | 30  | 12  | 12  | 6   | 50  | 27  | +23 | 48  | 4.     |